# وادي الحسا

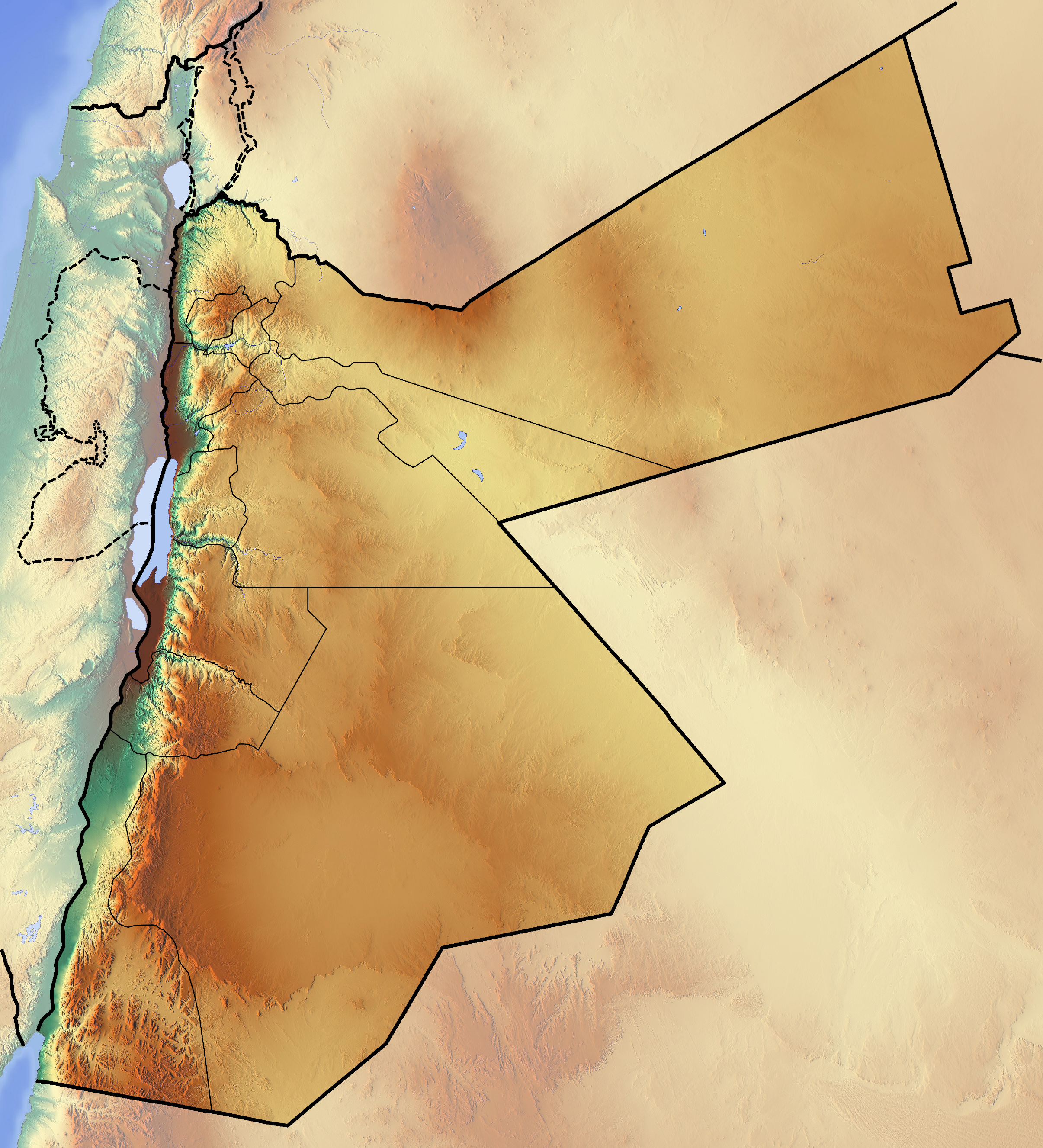
وادي الحسا هو الحد الإداري بين محافظتي الطفيلة والكرك

وادي الحسا والمعروف في الكتاب المقدس العبري  بوادي  زارد ( العبرية : זרד ). هو وادٍ صحرواي يقع في وسط الجزء الغربي من الأردن، بين محافظتي الكرك والطفيلة، وتصب سيوله في جنوب البحر الميت عند بلدة الصافي. يصل امتداده حوالي 40 كيلومتر ويوجد عليه العديد من المنشآت الحديثة والتاريخية والمزارع، ولا تنقطع المياه فيه على مدار العام لوجود عددِ من العيون التي تغذيه خصوصاً من الشطر الواقع بمحافظة الطفيلة. وهو أطول وأعرض من وادي الموجب والذي يقع شماله .
يُشكل الوادي جزءاً من حوض مياه البحر الميت في الأردن حيث يغذي بسيوله التي تتجمع بفصل الشتاء الجانب الجنوبي من البحر الميت وتكون مساحة حوض الوادي لوحده حوالي 2500 كيلومتر مربع. ويجمع الوادي مياهه من الأودية والسيول الصحرواية التي يصل مدى حوضها إلى منطقة الجفر لينقلها إلى الغور فالبحر الميت. بنى الأردن عليه سداً بسنة 1999 هو سد التنور بسعة تخزينية تصل إلى 16.8 مليونم3.

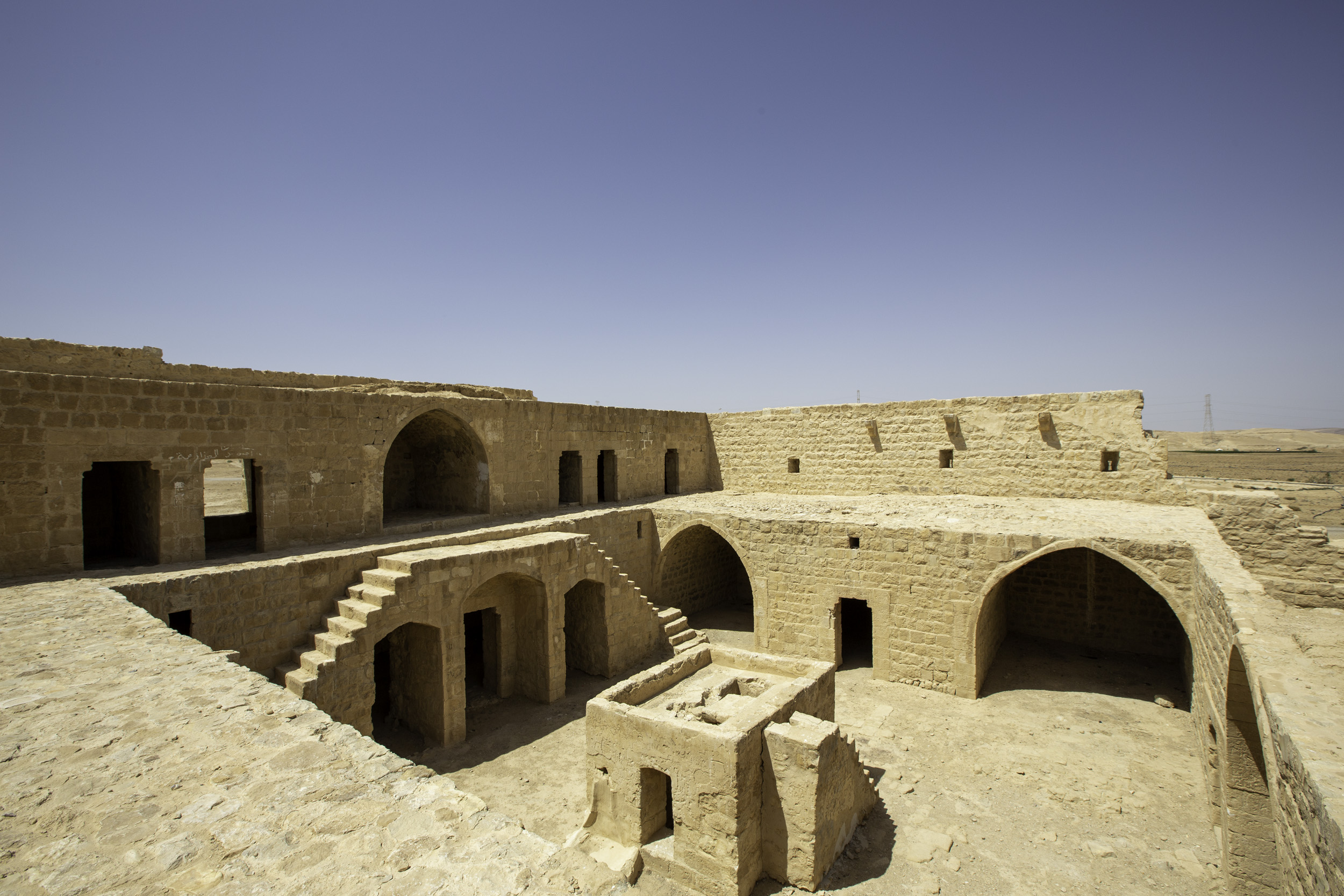
قصر الحسا

للواد أهمية عند هواة التجول والتنزه. ويعتبر مساره البالغ حوالي 30 كيلومتراً مقصداُ لهواة سياحة المغامرات في الأردن بقصد التجول والتنزه. وتنظم بعض الجمعيات والأندية رحلات موسمية للتجول فيه وتنتهي عادة في الغور، حيث توجد العديد من ينابيع المياه المعدنية الساخنة والتي يقال بأنها تحتوي الكثير من الفوائد الطبية.
يحتوي الوادي على امتداده على كثير من المزارع اكثرها من الخضار خصوصاً في ذلك الجزء الذي يسبق سد التنور. كما توجد اشجار زيتون وبرسيم. اذ تتواجد المياه الجوفيه بكثره ويوجد ينابيع وعيون ماء صالحه لشرب ويستخدمها السكان المحليين، كما أنه يتميز بمناظره الطبيعيه الجميله، فيوجد به سيق ماء تكون عبر الزمن بسبب نحت الماء للحجر ويبلغ عمقه أكثر من ست امتار ويحتوي على الماء كما انه غني بالاسماك اذ يصطادها السكان والزوار للمكان.

في الوادي عدد من الأماكن التاريخية، كخربة التنور وموقع الذريح وهما موقعان نبطيان أهمها الذريح التي تحوي معبداً للإله ذو الشرى. ويرد اسم الوادي في النصوص التوراتية أحيانا وينسبه علماء الآثار التوراتيين لأماكن في عقيدتهم.